# 埃尔旺根
亚格斯特河畔埃尔旺根（德語：Ellwangen (Jagst)），通称埃尔旺根（德語：Ellwangen，發音：[ˈɛlˌvaŋən] ⓘ），是德国巴登-符腾堡州斯图加特行政区奥斯特阿尔布县的城市，面积127.38平方千米，2023年12月31日人口为25,372人。